# Raelete (Bandudato)
Raelete ist eine osttimoresische Aldeia im Suco Bandudato (Verwaltungsamt Aileu, Gemeinde Aileu). 2015 lebten in der Aldeia 641 Menschen.

## Geographie
Raelete bildet den Norden des langgezogenen Bandudatos und ist flächenmäßig die kleinste der drei Aldeias des Sucos, auch wenn in Raelete mehr als die Hälfte der Bevölkerung lebt. Südlich liegt die Aldeia Dailor. Raelete befindet sich zwischen dem Suco Lausi im Osten und dessen Exklave im Westen. Im Nordwesten grenzt es an den Suco Liurai und im Norden an den Suco Fahiria. Die Besiedlung gruppiert sich vor allem um die Hauptstraße, die die Grenze zwischen Raelete und Fahiria bildet. Der Ort beidseitig der Straße heißt Dailor, wie die Aldeia im Süden und reicht im Osten bis nach Lausi. Er befindet sich in einer Meereshöhe von 1140 m. In der Siedlung Raelete, an einer Seitenstraße in Richtung Süden, befindet sich der Sitz des Sucos Bandudato.

## Politik
2023 wurde Gabriel Aroujo Ramos zum Chefe de Aldeia gewählt.